# سید مهدی الوانی
سیّد مهدی الوانی (دی ۱۳۲۳، تهران) معروف به پدر علم مدیریت دولتی ایران و از مشاهیر این رشته است. وی استاد تمام بازنشسته دانشکده مدیریت دانشگاه علامه طباطبایی است و در  زمینه مدیریت دولتی چند کتاب مرجع تألیف و ترجمه کرده‌است.

## زندگی
وی تحصیلات ابتدایی را در مدارس بیهقی و مصباح مرجانی گذراند و توانست گواهینامه ششم ابتدایی را دریافت کند. سپس به دبیرستان حکیم نظامی رفت و در نهایت در سال ۱۳۴۲ دیپلم ریاضی خود را از دبیرستان مروی گرفت. در دانشگاه ملی ایران، رشته ادبیات انگلیسی را برگزید و در ۱۳۴۹ از آن فارغ‌التحصیل شد. الوانی در سال ۱۳۵۱ کارشناسی ارشد خود را در رشته مدیریت آموزش و پرورش دانشگاه تهران به پایان رساند. بعدها به تحصیل در دوره کارشناسی ارشد علوم اداری در همان دانشگاه پرداخت و در سال ۱۳۵۶ فارغ‌التحصیل شد. وی در سال ۱۳۵۵ ازدواج کرد. در این زمان به استخدام وزارت کشاورزی درآمد و در آنجا به مرکز آموزش مدیریت دولتی رفت.
الوانی کمی بعد به آمریکا رفت و دوره کارشناسی ارشد و دکترای مدیریت دولتی را در دانشگاه کالیفرنیای جنوبی گذراند. او در سال ۱۳۶۱ به ایران بازگشت و پس از طی مراحل مختلف دانشگاهی در سال ۱۳۷۰ به درجه استادی رسید و در ۱۳۷۷ استاد نمونه شد. وی در دوران کاری خود مدتی رئیس دانشکده حسابداری و مدیریت دانشگاه علامه طباطبایی بود.
الوانی در سال ۱۳۸۲ به عنوان چهره ماندگار سال برگزیده شد.
او هم‌اکنون ریاست دانشکده مدیریت و حسابداری دانشگاه آزاد قزوین را عهده‌دار است و در دانشکدهٔ مدیریت دپارتمان پردیس فارابی دانشگاه تهران تدریس می‌کند. او درس مدیریت تطبیقی را به همراه همسرش طرح‌ریزی و اجرا کرده‌است. استاد الوانی همچنین رئیس شاخه مدیریت گروه علوم انسانی فرهنگستان علوم است.

## کتاب‌ها
- تفرجی از سر ناشکیبایی "سیری اجمالی در نوشته‌های پدر علم مدیریت ایران"، چاپ دوم 1396، نشر نی، به همراه علیرضا قزل
- مدیریت عمومی، تألیف، چاپ شصت و یکم ۱۳۹۹، نشر نی
- تئوری سازمان، ترجمه، چاپ پنجاه و یکم ۱۳۹۹، نشر صفار، به همراه دانایی فرد
- مدیریت بر مبنای هدف و نتیجه، ترجمه، چاپ سوم، مرکز آموزش مدیریت دولتی، به اتفاق معتمدی
- تصمیم‌گیری و تعیین خط مشی دولتی، تألیف، چاپ سوم، سمت
- مباحث ویژه مدیریت دولتی، تألیف، چاپ اول، پیام نور، به اتفاق زاهدی
- نظام‌های اداری تطبیقی، تألیف، پیام نور
- خویشتن‌شناسی مدیران، ترجمه و اقتباس، چاپ اول، نشر نی
- اصول و مبانی جهانگردی، تألیف، چاپ اول، بنیاد مستضعفان، به اتفاق زهره دهدشتی
- گفتار هراسی، ترجمه و اقتباس، چاپ اول، نشر نی، به اتفاق هاشمی
- رفتار سازمانی، ترجمه، چاپ اول ۱۳۷۴، نشر مروارید، به اتفاق معمارزاده
- هفت گام به سوی کامیابی، ترجمه، چاپ اول ۱۳۷۶، نشر نی، به اتفاق اشرفی پیروز بخت
- مدیریت دولتی نوین، ترجمه، چاپ اول ۱۳۷۶، نشر مروارید، به اتفاق خلیلی، معمارزاده
- مسئولیت اجتماعی مدیران، تألیف، سال اول ۱۳۷۷، مرکز آموزش مدیریت دولتی، به اتفاق قاسمی
- آینده کار، جیمز رابرتسون، ترجمه، اول ۱۳۷۸، نشر نی، به اتفاق دانایی‌فرد
- مدیریت تحول در سازمان، نگارش و ترجمه، اول ۱۳۷۹، نشر صفار، به اتفاق دانایی‌فرد
- تئوری‌های سازمان دولتی، ترجمه، چاپ ۱۳۸۰، نشر صفار، به اتفاق دانایی‌فرد[۱]